# Cucurbitaria brevibarbata
Cucurbitaria brevibarbata är en svampart som beskrevs av Berk. & M.A. Curtis 1875. Cucurbitaria brevibarbata ingår i släktet Cucurbitaria och familjen Cucurbitariaceae.   Inga underarter finns listade i Catalogue of Life.